# ثورة تركيا الفتاة
حدثت ثورة تركيا الفتاة (بالتركية: Jön Türk Devrimi)‏ في يوليو 1908 داخل السلطنة العثمانية عندما أجبرت حركة تركيا الفتاة السلطان عبد الحميد الثاني على استرجاع الدستور العثماني لسنة 1876 وبشرت بالتعددية الحزبية [الإنجليزية] داخل السلطنة. وعرف في تاريخ الدولة العثمانية الفترة التي تلت ثورة تركيا الفتاة إلى سقوط الدولة العثمانية بالمشروطية الثانية. وقبلها بأكثر من ثلاثة عقود، أي في سنة 1876 تأسست الملكية الدستورية في عهد عبد الحميد في حقبة عُرفت بالمشروطية الأولى، واستمرت لمدة عامين فقط قبل أن يعلقها عبد الحميد ويعيد لنفسه سلطاته في سنة 1878.
اندلعت الثورة الدستورية في مقاطعات روملي بتحريض من جمعية الاتحاد والترقي، فاستسلم عبد الحميد وأعلن استعادة الدستور. ولكن بعد محاولة ثورة مضادة ملكية لصالحه في العام التالي، أطيح به وتولى شقيقه محمد الخامس العرش.

## البداية
كانت مهمة الإصلاح الاجتماعي التي حدثت في عهد السلطان عبد الحميد هي التصدي للسياسات المحافظة في تلك الحقبة. فتطوير البيئة التركية لتكون أكثر ليبرالية ساهم بتعزيز الثقافة وتحضر البلاد، مما وفر أسس التمرد اللاحق. وقد كانت الدائرة السياسية لعبد الحميد متماسكة ومتغيرة باستمرار. فعندما علق البرلمان العثماني في 1878، متخليا عن سياساته السابقة في سنة 1876، سمح ذلك لمجموعة صغيرة جدًا من الأفراد بالمشاركة في سياسة الدولة.

## حركة تركيا الفتاة
شعر العديد من الأتراك بالحاجة إلى تحديث البلاد من أجل الحفاظ على إرث الدولة العثمانية، لأن طريقة حكم عبد الحميد لم تتماشى مع دولته النامية. وتعود أصول الثورة في حركة تركيا الفتاة إلى تنظيم فصيلين سياسيين أساسيين: الليبراليين والاتحاديين، ما جمعهم هو معارضة نظام عبد الحميد، وإعادة إصدار دستور 1876 والتحديث، ولكنهم اختلفوا حول مستقبل السلطنة. حيث كان لكل منهما مصالحه المنفصلة. فالليبراليون مثلوا مجموعات الطبقة الأرستقراطية في السلطنة، ورغبوا في حكومة متساهلة أكثر وتدخل اقتصادي بسيط، ودفعوا أيضًا بالمزيد من الحكم الذاتي للمجموعات العرقية المختلفة، وتلك الأقليات شائعةً داخل الدولة.
أما الاتحاديين فقد مثلوا الطبقة الاجتماعية الأدنى قليلًا. حيث أن أعضاؤها من الطبقة العاملة وتمثلهم جمعية الاتحاد والترقي البارزة، وطالبوا بحكومة علمانية قبل أي شيء آخر. وكانوا (كثير منهم مستلهمون بإصلاحات ميجي) يؤمنون بالتحديث السريع للدولة حتى تتمكن من مواجهة القوى الأوروبية، فضلاً عن تبني أفكار القومية والداروينية الاجتماعية، والحفاظ على وحدة الدولة. وقد اخترق الاتحاديون العديد من المؤسسات داخل نظام السلطان عبد الحميد، حيث معظم مجنديهم من الضباط الشباب في الجيش العثماني.

## الثورة
الحدث الذي أشعل فتيل الثورة هو الاجتماع الذي دار بين إدوارد السابع ملك المملكة المتحدة ونيكولاس الثاني ملك روسيا في يونيو 1908 في ميناء ريفال البلطيقي. وقد شهدت العلاقات البريطانية الروسية بالتنافس الكبير فيما بينها على مدى المائة عام الماضية، واشتهر باسم اللعبة الكبرى، حتى تفاقم الوضع إلى حد احتاج إلى حل. فجاءت الاتفاقية الأنجلو-روسية في سنة 1907 فأعادت علاقاتهما المهتزة إلى الواجهة بعد ترسيخ الحدود التي حددا سيطرتهما في بلاد فارس (الحدود الشرقية للعثمانيين) وأفغانستان.
هنا أصبح دفاع الثوار عن دولتهم المتقلصة مسألة اعتزاز مهني مكثف داخل الجيش مما دفعهم إلى رفع السلاح ضد حكومتهم. فقد خشي العديد من الضباط الاتحاديين في الجيش العثماني الثالث المتمركز في سالونيك أن الاجتماع هو مقدمة لتقاسم مقدونيا، فتمردوا ضد السلطان عبد الحميد، حيث كانت الرغبة في الحفاظ على الدولة وليس تدميرها هي دافع الثوار. فبدأت الثورة في يوليو 1908. عندما فر الرائد أحمد نيازي وإسماعيل أنور وأيوب صبري [الإنجليزية] وغيرهم من الاتحاديين في الجيش الثالث إلى الجبال لتنظيم عصابات من المتطوعين والفارين من الجيش للضغط على عبد الحميد لإعادة الدستور. الزخم السريع لتنظيم الاتحاديين والمؤامرات داخل الجيش والاستياء من الحكم الاستبدادي لعبد الحميد والرغبة في عودة الدستور يعني أن عبد الحميد كان وحيدًا ومضطرًا للاستسلام.
في 24 يوليو استسلم عبد الحميد الثاني وأعلن عودة دستور 1876 ليبدأ عصر المشروطية الثانية للدولة العثمانية. الأهم من ذلك أن الاتحاديين لم يطيحوا بالحكومة والتزموا اسمياً بالمثل الديمقراطية والدستورية. لكن في الواقع تم تقاسم السلطة بين القصر الحاكم ومجلس النواب العثماني في إسطنبول واللجنة المركزية لجمعية الاتحاد والترقي ومقرها في سالونيك.
يقول المؤرخ رونالد جريجور سوني أن الثورة لم يكن لها دعم شعبي وأنها في الواقع كان «انقلابًا قامت به مجموعة صغيرة من الضباط العسكريين والنشطاء المدنيين في البلقان».

## النتائج
جرت الانتخابات العثمانية العامة [الإنجليزية] في شهري نوفمبر وديسمبر 1908. وفاز مرشحو جمعية الاتحاد والترقي بـ 60 مقعدًا في البرلمان. واجتمع مجلس الأعيان العثماني للمرة الأولى منذ أكثر من 30 عامًا في 17 ديسمبر 1908 ومنهم أعضاء من المشروطية الأولى مثل حسن فهمي باشا. انعقدت الجلسة الأولى لمجلس النواب في 30 يناير 1909. أدت تلك التطورات إلى بداية ظهور نخبة حاكمة جديدة.
بعد الثورة قامت العديد من المنظمات -بعضها كان يعمل سرًا- بتأسيس أحزابها سياسية. والحزبين الرئيسيين هما حزب الاتحاد والترقي وحزب الحرية والائتلاف المعروف سابقًا باسم الاتحاد الليبرالي أو الائتلاف الليبرالي. وهناك أحزاب أصغر مثل الحزب الاشتراكي العثماني. على الطرف الآخر من الطيف كانت هناك أحزاب عرقية ومنها؛ الحزب الاتحادي الشعبي (القسم البلغاري) والنوادي الدستورية البلغارية وحزب العمل الاشتراكي الديمقراطي اليهودي في فلسطين، والجمعية العربية الفتاة والأرمن المنظمين في إطار الحزب الأرمني [الإنجليزية] وحزب الهنشاك وحزب الطاشناق.
وعدت ثورة تركيا الفتاة بتحسين التنظيم الإداري. ولكن بمجرد تأسيس حكومتها أثبتت منذ البداية أنها نوعا ما غير منظمة وغير فعالة. وبما أن هؤلاء المواطنين هم من الطبقة العاملة، ولم يكن لديهم سوى القليل من المعرفة حول كيفية إدارة الحكومة، إلا أنهم فرضوا أفكارهم على السلطنة. ففي انتصار ليبرالي بسيط، تم تعيين كامل باشا مؤيد وحليف ليبرالي لإنجلترا ليكون صدر أعظم في 5 أغسطس 1908. ساعدت سياساته في الحفاظ على بعض التوازن بين الاتحاد والترقي والليبراليين، ولكن صراعه مع الحرس القديم أدت إلى إقالته بعد 6 أشهر فقط، يوم 14 فبراير 1909. [6]
حافظ عبد الحميد على منصبه من خلال الاعتراف بمقام رمزي له، ولكن في أبريل 1909 حاول الاستيلاء على السلطة (الانقلاب العثماني المعاكس 1909) عن طريق إثارة المشاعر الشعبوية في جميع أنحاء الدولة. واكتسب مسعى السلطان للعودة إلى السلطة زخمًا عندما وعد باستعادة الخلافة، والقضاء على السياسات العلمانية واستعادة النظام القانوني المبني على الشريعة. ففي 13 أبريل 1909 ثارت وحدات من الجيش وانضمت إليها حشود من طلبة الشريعة ورجال دين ويهتفون «نريد الشريعة»، وتحركوا لاستعادة السلطة المطلقة للسلطان. قلب جيش الحركة بقيادة محمود شوكت باشا تلك الإجراءات وأعاد الحكم البرلماني في 24 أبريل 1909 في حادثة 31 مارس. تبع ذلك خلع عبد الحميد الثاني وتنصيب محمد الخامس.
استفادت القوى الأوروبية من تلك الفوضى، وذلك بتقليص السيادة العثمانية في البلقان. فبلغاريا التي هي بحكم القانون تابعة للعثمانيين، ولكنها بالواقع مستقلة رسميًا، قد أعلنت استقلالها [الإنجليزية] في 5 أكتوبر. وفي اليوم التالي قامت النمسا-المجر رسميًا بضم البوسنة والهرسك التي كانت بحكم القانون أرضًا عثمانية ولكن بحكم الواقع تحت احتلال النمسا-المجر.

## التأثير الثقافي والعالمي
في بعض المجتمعات، مثل اليهود (راجع اليهود في أوروبا الإسلامية واليهود في تركيا) أطاحت الجماعات الإصلاحية التي تحاكي حزب «تركيا الفتاة» بالنخبة الحاكمة المحافظة لديهم وأتت بمجموعة إصلاحية جديدة.
أما الاتحاد الثوري الأرمني الذي كان محظورًا في السابق فأصبح الممثل الرئيسي للجالية الأرمنية في الإمبراطورية العثمانية، وحل محل مجلس النخبة الأرمنية قبل 1908 والتي كانت تتألف من التجار والحرفيين ورجال الدين.
كان للثورة وعمل الاتحاد والترقي تأثير كبير على المسلمين في البلدان الأخرى. فقد أسست الجالية الفارسية في إسطنبول جمعية الاتحاد والترقي الإيرانية. وكذلك قلد المسلمون الهنود جمعية الاتحاد والترقي الذي تم إدارته لمجندي المنظمة. تأثر قادة حركة شباب بخارى بشدة بثورة تركيا الفتاة، واعتبروها نموذجًا يحتذى به.
لقد قيل إن ثورة تركيا الفتاة قد طغت عليها ثورات أخرى في ذلك الوقت، ومنها الثورة الروسية (1917) وثورة شينهاي 1911.